# لی پریکولی
 لی پریکولی (ایتالیایی: Lea Pericoli؛ زادهٔ ۲۲ مارس ۱۹۳۵ – درگذشتهٔ ۴ اکتبر ۲۰۲۴) یک تنیس‌باز اهل ایتالیا بود.